# KamyschLag
KamyschLag war ein Sonderlager des MWD für politische Gefangene. Diese Sonderlager mit verschärftem Regime waren in der Nachkriegszeit durch das Innenministerium MWD (ehem. NKWD) geschaffene spezielle Einrichtungen im allgemeinen Gulag-System in der Sowjetunion. Das Lager existierte in dieser Form von 1951 bis 1954.

## Bezeichnung
KamyschLag, russisch Камышлаг, trug ursprünglich die Bezeichnung Ossoblag Nr. 10, d. h. Sonderlager Nr. 10 (aus особый лагерь № 10, особлаг № 10). Der Name stammt von Камышовый ла́герь Kamyschowy lager, d. h. Schilflager beziehungsweise Schilfrohrlager. Diese Bezeichnungen für die ursprünglich nummerierten Sonderlager wurden erst später und meist zufällig vergeben, als eine Art Code, meist ohne irgendeinen Bezug zur Realität; Kamyschowyj war dann der Telegraphen-Code des Lagers, der am 30. Oktober 1951 dem Lager zugeteilt wurde. Man vermutet, dass er für die Lagerbezeichnung übernommen wurde. Der volle Langname lautete Камышовый ИТЛ für Камышовый исправительно-трудовой лагерь – Besserungs- und Arbeitslager Kamyschowyj.

## Geschichte, Tätigkeit
Das Lager KamyschLag wurde am 30. April 1951 aufgrund des Dekrets Nr. 00219 des Innenministeriums MWD vom 21. Februar 1948 gegründet. Es befand sich im südlichen Sibirien in der Nähe der damals selbständigen Siedlung Olscheras, die am 23. Juni 1955 der Gemeinde Meschduretschensk (russisch Междуре́ченск, irrtümlich auch Междуречье) im Verwaltungsbezirk Oblast Kemerowo angegliedert wurde. Am 4. Oktober 1954 wurde das Lager als Sonderlager aufgelöst und als Besserungsarbeitslager (ITL) der Verwaltung für Besserungsarbeitslager und Kolonien des Innenministeriums (UITLK UMWD) in Omsk übergeben.
Für das Lager waren zuständig:
- GULAG (Lager-Hauptverwaltung) des MWD ab 30. April 1951
- GTU (Gefängnis-Hauptverwaltung) des MWD ab 28. März 1953
- GULAG (Lager-Hauptverwaltung) des MWD ab 8. Februar 1954

Die Häftlinge wurden unter anderem für folgende Arbeiten eingesetzt:
- Bau verschiedener neuer Fabriken, darunter Elektrostationen, Erdölverarbeitung
- schwere Arbeiten im Kohlebergbau, Bau von neuen Schächten und Stollen im Grubenbau
- einschließlich Bau von Wohnungen für die Bergleute

## Insassenzahlen
Nach den Aufzeichnungen der zuständigen Stellen konnten für das Lager KamyschLag folgende Insassenzahlen ermittelt werden:
- 1. Juli 1951 – 7256
- 1. Januar 1952 – 10 750
- 1. Januar 1953 – 8182
- 1. Januar 1954 – 13 273

## Bekannte Häftlinge
- Friedrich-Franz Wiese